# Norops macrolepis
Norops macrolepis är en ödleart som beskrevs av  George Albert Boulenger 1911. Norops macrolepis ingår i släktet Norops och familjen Polychrotidae. Inga underarter finns listade i Catalogue of Life.